# 明治大学ガバナンス研究科
明治大学公共政策大学院ガバナンス研究科（めいじだいがくこうきょうせいさくだいがくいんがばなんすけんきゅうか、英称：Meiji University, Graduate School of Governance Studies -Public Policy School-）は、明治大学に設置されている専門職大学院で、研究科以外の教育研究上の基本組織。公共政策大学院(Master of Punblic Policy,MPP)。
研究科長はコミュニティ開発を専門とする長畑誠専任教授。

## 概要
2004年設立。大学基準協会の認証評価を得ている国内の公共政策系専門職大学院6校のひとつであり（他に、東京大学公共政策大学院、京都大学公共政策大学院、一橋大学国際・公共政策大学院、東北大学公共政策大学院、北海道大学公共政策大学院）、私大では唯一の公共政策大学院である。
政治・行政などパブリックセクターにおけるリーダー養成を目的とし、現職市区長・議員、政府・自治体関係者、シンクタンク関連や公共政策を手掛けるビジネスパーソン、NPO･NGO関係者、政治家・公務員志望の学生など、幅広いバックボーンの人材を受け入れている。講義等は主に駿河台キャンパスのアカデミーコモンで行われる。入学試験では、通常の一般選抜の他、官公庁・企業などに在職中の者を対象とした職業人選抜なども行う。
2022年には、三菱UFJフィナンシャル・グループ、警視庁サイバーセキュリティ対策本部、Zホールディングス、大日本印刷等と、サイバーセキュリティ人材育成に関する教育・研究活動の交流及び連携・協力を推進することを目的に「サイバーセキュリティ人材の育成に関する産学官連携についての協定」を締結。また、一般財団法人日本産業協会が創設した「マスター消費生活アドバイザー」資格の指定大学院として認定なども受けている。

## 国際交流
海外各国政府の若手幹部公務員や国際機関現職公務員などを対象にしたイングリッシュ・トラック（英語コース）を設置。2014年には英語で講義を行う博士課程のグローバルガバナンス研究科を設立。
ENA（フランス国立行政学院）学長の招聘や、ハーバード大学ケネディスクールとの相互訪問など、海外の有力公共政策大学院との交流が進められている他、マレーシアの国家公務員幹部養成機関「ラザック・スクール・オブ・ガバメント」との共催による同国幹部公務員を対象とした研修の実施や、政府派遣留学生・現職公務員を対象とした留学プログラムなど、ガバナンスやマネジメント関連研究の協力体制構築に向けた諸外国の関係機関との相互協力が進められている。

## 世界の都市総合力ランキング
市川宏雄名誉教授が作成主幹を務め、例年プレスリリースを主催している、「世界の都市総合力ランキング」（Global Power City Index, GPCI　森記念財団都市戦略研究所）は、世界の主要都市の総合力を詳細に評価・順位付けしたランキングとして、国の政策立案やビジネス界での利用など、世界中で幅広く使用されている。

## カリキュラム編成
明治大学専門職大学院ガバナンス研究科（公共政策大学院）のカリキュラムは、2つの基幹科目群と2つの応用科目群から構成され、理論と技術をバランスよく学ぶことができる。また、平日夜間・週末日中に日本語で授業が行われる日本語コースと平日日中に英語で授業が行われる英語コース（イングリッシュ・トラック）がある。

### カリキュラム
- 基幹科目群
  - Ａ群：基幹科目（政治・行政・政策系）／ Field A：Basic subject - Policy, administration, management
  - Ｂ群：基幹科目（経営・経済・財政系）／ Field B：Basic subject - Economic, finance, development
- 応用科目群
  - Ｃ群：政策研究 ／ Field C：Applied Policy Study
  - Ｄ群：特別・特殊研究 ／ Field D:Practical seminars

### 履修モデル／領域
- 日本語コース履修モデル
  - 履修モデルⅠ　都市／地域政治モデル
  - 履修モデルⅡ　自治体マネジメント
  - 履修モデルⅢ　「公共」の創生
  - 履修モデルⅣ　国際開発／協力
  - 履修モデルⅤ　消費者政策と市場の発展
- 英語コース（イングリッシュ・トラック）領域
  - Public Policy（公共政策領域）
  - International Development Policy（国際開発政策領域）
  - Community Planning and Management（コミュニティ・マネジメントプログラム領域）

## 主な教官
- 田中秀明 - 元財務省財務総合政策研究所総括主任研究官、元内閣府行政刷新会議参事官、LSE修士（社会政策、理学）
- 市川宏雄 - 日本危機管理防災学会会長、大都市政策研究機構理事長、森ビル「世界の都市総合力ランキング」作成主宰
- 青山佾 - 元東京都副知事、東京都住宅供給公社理事長
- 小林清 - 東京都主税局長・生活文化局長、建設資源広域利用センター社長
- 源由理子 - 明大副学長・社会連携機構長、元日本評価学会副会長、サンダーバード国際経営大学院修士（国際経営学）
- 山下茂 - 総務官僚、和歌山県副知事、消防大学校長
- 長畑 誠 - 研究科長、元特定非営利活動法人シャプラニール職員。特定非営利法人アジアコミュニティセンター21理事
- 麦島健志 - 都市行政制度・施策、国土交通省国土政策局長
- 湯淺墾道 - 元情報セキュリティ大学院大学副学長、日本サイバー犯罪対策センター理事、情報法制研究所参与
- 近藤茂夫 - 国土事務次官、内閣広報官、フィンランド特命全権大使
- 阪田雅裕 - 内閣法制局長官、大蔵省大臣官房審議官、弁護士
- 安井順一 - 東京都住宅供給公社理事長、東京都技監
- 中邨章 - アメリカ国家行政院フェロー、国際行政学会研究諮問委員会会長、南カリフォルニア大学Ph.D.（政治学）
- 勝悦子 - 元明大副学長、電通・商船三井各取締役
- 塚田桂祐 - 自治大学校副校長、自治・総務官僚、ハーバード大学ケネディスクールMPA
- 山脇啓造 - 国際化政策研究、コロンビア大学国際・公共政策大学院修士
- 堀金由美 - ポリティカル・エコノミー、開発援助論、ケンブリッジ大学Ph.D（政治学）
- 木村俊介 - 総務官僚、東京都オリンピック人権憲章条例審査会会長、コーネル大学法学修士
- 松浦正浩 - 総合政策研究、元三菱総合研究所、MITPh.D.（都市計画学科都市計画）、
- 笹岡雄一 - 国際協力機構研究所上席研究員、ハーバード大学ケネディスクールMPA
- 鈴木準 - エコノミスト、大和総研執行役員主席研究員
- 西出順郎 - 政策評価、公共経営、日本評価学会副会長、シラキュース大学マックスウェル行政大学院Ph.D（公共経営）
- 小林良樹 - 内閣官房内閣審議官、トロント大学修士（MBA）
- 与謝野馨 - 特別招聘教授、財務大臣、内閣官房長官
- 松沢成文 - 客員教授、神奈川県知事、元衆議院議員
- 加藤利男 - 客員教授、住宅金融支援機構理事長、国土交通省都市局長
- 御厨貴 - 特別招聘教授、東京大学先端科学技術研究センターフェロー
- 河島均 - 東京都技監・都市整備局長、東京都住宅供給公社理事長、元日本都市計画学会副会長
- 望月一範 - 国土交通省大臣官房審議官
- 田谷聡 - 地方公務員災害補償基金理事長、復興庁福島復興局長
- 戸田隆夫 - 国際協力機構（JICA）理事長特別補佐、沖縄科学技術大学院大学COO

## 主な修了生

### 国会議員
- 古川直季 - 衆議院議員（自由民主党）
- 大西洋平 - 衆議院議員（自由民主党）
- 西岡新 - 元衆議院議員（日本維新の会）、現愛媛県議会議員、実業家
- 宮沢隆仁 - 衆議院議員（日本維新の会）、医師

### 自治体首長
- 成澤廣修 - 東京都文京区長
- 松原忠義 - 東京都大田区長
- 北川嘉昭 - 東京都荒川区副区長
- 内藤達也 - 東京都国分寺市副市長
- 松崎秀樹 - 千葉県浦安市長
- 石井直彦 - 埼玉県行田市長
- 菅原文仁 - 埼玉県戸田市長
- 松下昌代 - 埼玉県朝霞市長
- 島田誠 - 埼玉県寄居町長
- 八木大二郎 - 神奈川県小田原市政策監、城山町長
- 山神裕 - 神奈川県開成町長
- 高橋靖 - 茨城県水戸市長
- 小田川浩 - 茨城県つくばみらい市長
- 萩原勇 - 茨城県龍ケ崎市長
- 橋本正裕 - 茨城県境町長
- 千葉繁 - 茨城県阿見町長
- 星野已喜雄 - 群馬県沼田市長
- 西元健 - 福岡県豊前市長

### 地方議員
- 小川一成 - 茨城県議会議長
- 白田信夫 - 茨城県議会議長
- 伊沢勝徳 - 茨城県議会議長
- 星田弘司 - 茨城県議会議員
- 田村琢実 - 埼玉県議会議長
- 岡村ゆり子 - 埼玉県議会議員
- 菅克己 - 埼玉県議会議員
- 立石泰広 - 埼玉県市議会議長会会長
- 遠藤守 - 東京都議会議員
- 早坂義弘 - 東京都議会議員
- 小山有彦 - 東京都議会議員
- 清水孝治 - 東京都議会議員
- 中田喬士 - 東京都議会議員
- 本橋巧 - 東京都議会議員
- 鈴木えみこ - 東京都議会議員
- 黒崎祐一 - 自由民主党東京都第27区支部長
- 亀岡義尚 - 福島県議会議員
- 大井岳夫 - 長野県議会議員
- 小林あや - 長野県議会議員
- 稲垣昭義 - 三重県議会議長
- 市川稔 - 東京都中野区議会議長
- 岩永ひさか - 多摩市議会議長
- 小川智之 - 千葉県議会議員
- 杉山由祥 - 千葉県松戸市議会議長
- 雨宮真吾 - 千葉県成田市議会議長
- 桶本大輔 - 埼玉県さいたま市議会議長
- 中村太 - 埼玉県所沢市議会議長
- 石田康博 - 神奈川県川崎市議会議長

### その他
- 小野寺徳子 - 元厚生労働省労働局長
- 真野毅 - 元クアルコムジャパン代表取締役、元兵庫県豊岡市副市長、長野県立大学教授、アミタホールディングス取締役
- 片田保 - みずほリサーチ&テクノロジーズ経営・ITコンサルティング部 部長
- 柳内光子 - 山一興産社長、草苑学園学園長、渋沢栄一賞
- 野崎孝男 - 中華民国行政院政務顧問
- 森本勝也 - 日本青年会議所副会頭、実業家、僧侶
- 高木超 - 慶應義塾大学大学院政策・メディア研究科特任助教授
- ダト・スリ・シャフィク - マレーシア人事院総裁

## 同窓会組織
明治大学ガバナンス研究科の同窓会組織として、「明治大学ガバナンスネットワーク」がある。修了生や教員の論稿、シンポジウム記録等を掲載した会報誌を発行する他、定例の政策研究発表会を実施。

## 施設
- アカデミーコモン
- 明治大学駿河台キャンパス